# Державна програма будівництва та розвитку Збройних Сил України на період до 2005 року
Державна програма будівництва та розвитку Збройних Сил України на період до 2005 року — це програма щодо розвитку та реформування Збройних Сил України, що була затверджена Президентом України у січні 1997 року. 
Через низку причин, насамперед, політичного, фінансового та методологічного характеру Програма втратила актуальність задовго до завершення і 15 листопада 2000 року Президент України підписав Указ № 1237/2000 «Про хід виконання у 1997–2000 роках Державної програми будівництва та розвитку Збройних Сил України на період до 2005 року» згідно з яким програма реформування Збройних Сил України (ЗСУ) була скоригована у липні 2000 року й отримала остаточну назву: «Державна програма реформування та розвитку Збройних Сил України на період до 2005 року».

## Концепція Державної програми
Державна програма визначала, що:
- Збройні Сили України за своєю дислокацією, організаційною структурою та завданнями повинні відповідати тій геополітичній та економічній ситуації, в якій перебуває Україна;
- Україна є європейською державою, національні інтереси якої переважно мають регіональний характер. Широкомасштабна війна проти України у традиційних формах є малоймовірною, в той час як конфлікти низької та середньої інтенсивності є досить вірогідними. Відтак, призначення Збройних Сил України буде полягати в усуненні регіональних та локальних воєнних загроз національній безпеці країни. Виходячи з такого призначення, Збройні Сили України мають бути компактними, мобільними, незначними за своєю чисельністю, але добре оснащені й боєздатні;
- оборонна концепція України базується на положенні про те, що Україна не приєдналась і в середньотерміновій перспективі не приєднається до жодного з воєнних блоків. В той же час обмежений економічний потенціал країни не дозволяє їй створити ешелоновану оборону на всіх напрямках. Тому одне із завдань оборонної концепції полягало у визначенні головних стратегічних напрямів, на яких будуть сконцентровані основні сили оборони. Як правило, критеріями вибору таких напрямів є: значне порушення балансу сил; найбільш вразливі з точки зору оборони позиції та стратегічні напрямки на території України. Оскільки Україна в жодній із країн не вбачала свого потенційного воєнного противника, а співвідношення сил поблизу її кордонів не складало воєнної загрози, то саме останній критерій мав бути взятий за основу побудови оборони;
- опора на домінуючу самооборону повинна поєднуватися з входженням України до міжнародних систем колективної безпеки[en]. Це вимагає від Збройних Сил України готовності до виконання нових завдань, пов'язаних з їх участю в міжнародних миротворчих силах, їх оперативно-тактичною сумісністю зі збройними силами НАТО та країн-партнерів;
- будівництво Збройних Сил України в короткотерміновій та середньо-терміновій перспективі здійснюватиметься з урахуванням обмежених економічних та фінансових можливостей держави;
- Збройні Сили України повинні стати стабілізуючим чинником у суспільстві, школою єднання нації, виховання патріотизму та національної свідомості;

Загальне керівництво реформуванням і розвитком Збройних Сил України покладалося на Президента України як Верховного Головнокомандувача Збройними Силами України. Координацію й контроль діяльності органів виконавчої влади щодо виконання відповідних заходів покладено на Раду національної безпеки і оборони України. Кабінет Міністрів України мав надати для реалізації реформи відповідні фінансові та матеріальні ресурси. На Міністра оборони України була покладена відповідальність за безпосередню організацію реалізацію Державної програми реформування ЗСУ.
Програму було поділено на 3 етапи:
1. Етап проходив 1997–1998 роки. На етапі планувалося:
- прийняття нових та внесення змін і доповнень до вже існуючих законодавчих і нормативних актів з військових питань;
- визначення загальної структури та чисельності Збройних Сил;
- уточнення завдань Збройних Сил у відповідності з законодавчими актами про оборону держави;
- прийняття програм будівництва та розвитку видів Збройних Сил, родів військ і спеціальних військ;
- здійснити перехід до єдиної системи забезпечення усіх військових формувань.

2. Під час другого етапу програми (1999–2000 роки) планувалося:
- відпрацювати та втілити в життя принципово нові системи підготовки військ;
- комплектування Збройних Сил особовим складом;
- комплектування оперативного, технічного, тилового та інших видів забезпечення військ.

3. Третій етап передбачав за період 2001–2005 років:
- розпочати поступове переоснащення військ більш сучасними зразками озброєння і військової техніки; — розробити та реалізувати на практиці сучасні методи підготовки військ і ефективні способи їх застосування;
- продовжити створення єдиної автоматизованої системи управління Збройними Силами.

Реалізація Державної програми розвитку Збройних Сил України мала вирішити п'ять головних завдань військового будівництва:
1. Підвищити ефективність державного управління військовою сферою.
- Вирішення цього завдання дало змогу ефективніше використати можливості та потенціал держави для забезпечення національної безпеки і оборони. Практично завершено розмежування функцій між Міністерством оборони і Генеральним штабом Збройних Сил України. На Міністерство оборони покладаються функції військово-політичного та адміністративного управління. Міністерство оборони виконує функції центрального органу виконавчої влади, який забезпечує проведення в життя державної політики у сфері оборони. Це міністерство відповідає за розвиток матеріальної основи Збройних Сил та забезпечення їх необхідними ресурсами (людськими, озброєння, військової техніки, боєприпасів, матеріально-технічними, фінансовими). Крім того, ця гілка управління покликана забезпечувати соціальний захист військовослужбовців та членів їхніх сімей, а також реалізацію соціальних програм.
- Важливе місце у державній системі управління військовою організацією держави став посідати Генеральний штаб Збройних Сил України.
- На Генеральний штаб, окрім стратегічного планування, відтепер покладаються завдання координації оперативної та мобілізаційної підготовки військових формувань, здійснення відповідного контролю за нею. Генеральний штаб організовує стратегічне розгортання військових формувань, їх взаємодію з міністерствами, іншими центральними органами виконавчої влади під час виконання завдань оборони. Він готує також пропозиції щодо потреби військових формувань в особовому складі, озброєнні, технічному та тиловому забезпеченні на особливий період. На нього покладається оперативне управління Збройними Силами України.
- Було проведення впровадження механізмів цивільного контролю безпосередньо у структурах Міністерства оборони України. У штатних розкладах центрального апарату Міністерства оборони було визначено значну кількість посад військовослужбовців різних рівнів, які заміщуються або можуть бути заміщені цивільними особами.

2. Приведення структури Збройних Сил України, їх чисельності та завдань у відповідність з національними інтересами держави та її міжнародними зобов'язаннями.
- Впроваджувався подальший перехід на бригадно-батальйонну бойову структуру, якій притаманні мобільність, багатофункціональність, самостійність у виконанні бойових завдань.
- Відбувся перехід до структури Збройних Сил України за функціональним принципом, яка складається з трьох компонентів: Об'єднані сили швидкого реагування(ОСШР), Основні сили оборони та стратегічних резервів. Основні зусилля з формування такої структури сконцентровано на створенні Об'єднаних сил швидкого реагування, які складатимуться з корпусу швидкого реагування, авіаційних бригад і радіотехнічних полків, а також ескадри різнорідних сил.

3. Досягнення оптимальності та збалансованості Збройних Сил.
- Відбулося затвердження балансу чисельності Збройних Сил у співвідношенні: сухопутні війська — 51%, Військово-повітряні сили — 20%, Сили протиповітряної оборони — 12%, Військово-морські сили — 5-6% та інші формування.
- У кожному виді Збройних Сил передбачалося також визначення пріоритетів. У сухопутних військах пріоритетними визнані оперативно-тактичні та тактичні комплекси ракетних військ. У Військово-повітряних силах визнано за доцільне головні зусилля спрямувати на літаки середньої бомбардувальної авіації та винищувачі. У Військово-морських силах, згідно з Державною програмою, концентрація ресурсів та асигнувань зосереджувалася на придбання, модернізацію та капітальний ремонт кораблів середнього класу (фрегат, корвет) з ракетно-артилерійським озброєнням.

4. Перейти на нову систему комплектування Збройних Сил особовим складом.
- З метою досягти оптимальних пропорцій між офіцерами, прапорщиками, сержантами і солдатами була впроваджена нова система підготовки сержантського та старшинського складу, яка була покликана зменшити кількість посад офіцерської ланки.
- Визначився змішаний принцип комплектування, який поєднував призов в армію на основі загального військового обов'язку, а також проходження військової служби за контрактом. Питома вага комплектування на добровільній основі у міру покращання економічної ситуації в країні мала збільшуватися від 30% до 50%. На першому етапі переходу на контрактну систему (2000–2005 рр.) планувалося розробити необхідну нормативно-правову базу й остаточно перейти на проміжний змішаний спосіб комплектування.

5. Підняти технічний рівень озброєності Збройних Сил України.
- Відбулося зменшення номенклатури озброєнь і військової техніки.
- Планувалося проведення глибокої модернізації існуючих систем озброєнь і військової техніки з використанням новітніх технологій, що гарантуватиме продовження ресурсу їхньої експлуатації на 10—15 років. Плани модернізації та закупівлі озброєнь не були виконані через обмежене фінансування.

На підставі розширення функцій Збройних сил України у Державній програмі конкретизовані їхні завдання. Їх суть полягає у досягненні Збройними Силами спроможності нейтралізувати воєнний конфлікт низької інтенсивності складом військ мирного часу та забезпеченні мобілізаційної готовності до ведення локальної або регіональної війни. Одночасно Збройні Сили мають бути постійно готові до участі у миротворчих та гуманітарних операціях під егідою міжнародних організацій силами до однієї бригади. Відповідно до завдань Збройних сил у Державній програмі уточнено їх структуру, встановлено раціональне співвідношення між видами Збройних Сил та родамо військ. Так, структура Збройних сил України включає:
- Міністерство Оборони України, яке з центральним органом виконавчої влади і військового управління. У його підпорядкуванні перебувають Збройні Сили України; Генеральний Штаб Збройних Сил України, як основний орган військового управління;

- види Збройних сил України — Сухопутні війська, повітряні сили, військово-морські сили;

- об'єднання, з'єднання, військові частини, військові навчальні заклади, установи та організації, що не належать до Збройних сил України.

## Результати та висновки
У грудні 2005 року Колегія Міністерства Оборони оцінила результати проведеної програми словами "головні заходи в цілому виконані – що створює достатнє підґрунтя для наступного етапу воєнної реформи". Таким чином анонсувавши продовження реформ і затвердивши, що не всі цілі було досягнуто в повній мірі. Не дивлячись на таку скромну позицію Міністерства реалізація завдань першої Державної програми дозволила досягти певних успіхів у сфері військового будівництва. Зокрема, було розроблено та введено в дію 25 законодавчих актів оборонного будівництва, створено базову модель ЗСУ, процес оптимізації їх параметрів набув цілеспрямованого характеру, більш ефективною стала система управління, вдалося досягти значних успіхів в сфері міжнародного військового співробітництва та ін. Серйозного прогресу було досягнуто на шляху створення демократичного контролю над сектором безпеки, до реформ така функція була майже повністю відсутня. Програма надала процесу військового будівництва більш цілеспрямованого характеру, чітко окреслила його пріоритетні напрями та завдання, а головне — об'єднала в єдиний комплекс будівництво Збройних сил із загальним процесом державотворення.

### Нормативні джерела
- Указ Президента України № 927/2000 28.07.2000
- Указ Президента України № 1237/2000 «Про рішення Ради національної безпеки і оборони України від 31 жовтня 2000 року „Про хід виконання у 1997–2000 роках Державної програми будівництва та розвитку Збройних Сил України на період до 2005 року“» від 15.11.2000 [Архівовано 25 грудня 2014 у Wayback Machine.]